# Permutationsinvariante Quantentomographie
Die Permutationsinvariante Quantentomographie (PI-Quantentomographie) ist eine Messmethode der Quantenmechanik zur teilweisen Bestimmung des Zustands eines aus vielen Teilsystemen bestehenden Quantensystems. Dabei wird für jeden möglichen Messwert die Wahrscheinlichkeit angegeben, dass gerade dieser eintritt, denn Quanten können immer nur mit bestimmten Werten ihrer physikalischen Größe auftreten.
Im Allgemeinen wird der quantenmechanische Zustand eines aus {\displaystyle N} Teilsystemen bestehenden Systems durch eine mit {\displaystyle N} exponentiell große Zahl von unabhängigen Parametern beschrieben. Im Fall eines aus {\displaystyle N} Qubits bestehenden Systems sind dies die {\displaystyle 2^{N-1}}unabhängigen komplexen Komponenten des Zustandsvektors bzw. für gemischte Zustände die {\displaystyle 2^{2N}-1} reellen Parameter der Dichtematrix. Die Quantentomographie ist ein Verfahren zur Bestimmung all dieser Parameter aus einer Folge von Messungen an vielen unabhängigen und identisch präparierten Systemen.
Für große Systeme ist die Bestimmung all dieser Größen nicht mehr praktikabel und man ist an Verfahren interessiert, die es erlauben, mit begrenztem Aufwand eine Teilmenge davon zu bestimmen, die immer noch wichtige Informationen über den Zustand enthält. Die permutationsinvariante Quantentomographie ist ein solches vereinfachtes Verfahren. Es ist dadurch motiviert, dass man oft an Systemen interessiert ist, die aus vielen gleichartigen Teilsystemen bestehen (z. B. den Atomen in einem optischen Gitter oder in einer optischen Falle). Dann ist der Zustand des {\displaystyle N}-Atom-Systems in guter Näherung invariant unter Vertauschungen (Permutationen) der Atome. Entsprechend genügt es dann, statt der vollen Dichtematrix (mit exponentiell vielen voneinander unabhängigen Einträgen) nur die des permutationsinvarianten Systems zu bestimmen. Dessen Dichtematrix hat nur noch eine mit {\displaystyle N^{3}} skalierende Zahl von unabhängigen Einträgen, was auch für große {\displaystyle N} als handhabbar (und die PI Quantentomographie somit als „skalierbar“) angesehen wird.
Ist der Zustand nicht permutationsinvariant, misst die PI Quantentomographie bloß den „permutationsinvarianten Teil“ der Dichtematrix. Für das Verfahren genügt es, „lokale Messungen“ an Teilsystemen durchzuführen. Das Verfahren wird z. B. zur Rekonstruktion der Dichtematrizen von Systemen mit mehr als 10 Teilchen beispielsweise für photonische Systeme oder Systeme kalter Atome verwendet.

## Der permutationsinvariante Teil einer Dichtematrix
PI-Zustandstomographie rekonstruiert den permutationsinvarianten Teil der Dichtematrix, welche durch die anteilsgleiche Mischung aller Permutationen der Dichtematrix definiert ist
{\displaystyle \varrho _{\rm {PI}}={\frac {1}{N!}}\sum _{k}\Pi _{k}\varrho \Pi _{k}^{\dagger },}
wobei {\displaystyle \Pi _{k}} die kte Permutation bezeichnet. Insofern ist {\displaystyle \varrho _{\rm {PI}}} die Dichtematrix, die man erhält, wenn die Reihenfolge der Teilchen nicht berücksichtigt werden soll. Dies entspricht einem Experiment, bei dem eine Untermenge der Teilchen aus einem größeren Ensemble ausgewählt wird. Der Zustand dieser kleineren Gruppe ist natürlicherweise permutationsinvariant.
Die Anzahl der Freiheitsgrade von {\displaystyle \varrho _{\rm {PI}}} skaliert polynomiell mit der Anzahl der Teilchen, wobei für ein System von {\displaystyle N} spin-{\displaystyle 1/2} Teilchen
{\displaystyle {\binom {N+3}{N}}-1}
Freiheitsgrade aufzufinden sind.

## Die Messung
Um diese Freiheitsgrade zu bestimmen, werden
{\displaystyle {\binom {N+2}{N}}}
lokale Messungen benötigt. Lokale Messung bedeutet in diesem Zusammenhang, dass der Operator {\displaystyle A_{j}} an jedem Teilchen zu messen ist. Durch Wiederholung der Messung und Sammeln von genügend Daten können alle Zweipunktfunktionen, Dreipunktfunktionen und höhere Korrelationen, sowie die Dichtematrix selbst bestimmt werden.

## Effiziente Bestimmung eines physikalischen Zustands
Während die Anzahl der Messungen polynomiell mit der Anzahl der Qubits skaliert – sofern der Zustand des Systems durch eine {\displaystyle 2^{N}\times 2^{N}} beschrieben wird –, skaliert ein weiterer Teil des Tomographieschemas nicht gut mit der Problemgröße.
Ein wichtiger Schritt in der Zustandsbestimmung besteht aus der Anpassung einer positiv semidefiniten Dichtematrix, die erst eine physikalische Interpretation erlaubt, an die durch statistische Fluktuationen und systematische Fehler gestörten Daten. Dieser Schritt stellt häufig einen Engpass im Gesamtprozess dar.
Allerdings lässt sich durch PI-Tomographie die Dichtematrix sehr viel effizienter speichern, wodurch auch das Fitten mithilfe konvexer Optimierung effizient möglich ist. Dadurch wird das gesamte Vorgehen skalierbar. Darüber hinaus garantiert die konvexe Optimierung, dass es sich bei der Lösung um ein globales Optimum handelt.

## Charakteristika der Methode
PI-Tomographie wird üblicherweise in Experimenten mit permutationsinvarianten Zuständen verwendet. Handelt es sich bei der durch die PI-Tomographie erhaltenen Dichtematrix um einen verschränkten Zustand, weist auch das zugrundeliegende System Verschränkung auf. Aus diesem Grund können die üblichen Verschränkungsnachweise auf das Tomographieergebnis angewendet werden. Der so durchgeführte Verschränkungsnachweis setzt bemerkenswerterweise nicht voraus, dass das Quantensystem selbst permutationsinvariant ist.